# Archidesmus
Archidesmus foi um gênero de milípedes do período Devoniano da Escócia.

## Descrição
Archidesmus tinha até 5 cm de comprimento e 60 a 80 segmentos corporais com tubérculos na superfície superior, e a maioria dos segmentos possuía quilhas em forma de asa estendendo-se lateralmente.